# Французские Бурбоны
Французские Бурбоны — французская королевская династия, правившая Францией с 1589 по 1792 годы и с 1814 по 1830 годы. Младшая ветвь династии Капетингов.

## История
Династия Бурбонов являлась младшей ветвью династии Капетингов, правившей Францией с 987 по 1328 год. Родоначальником династии был Роберт де Клермон, сын французского короля Людовик IX Святого из династии Капетингов.
Первым французским королем из Бурбонов, а следовательно основателем королевской династии, стал Генрих IV, после смерти Генриха III, последнего короля из династии Валуа, также одной из ветвей Капетингов.
Французские Бурбоны были участниками войны за испанское наследство, из которой они вышли победителями. Внук Людовика XIV герцог Анжуйский (будущий Филипп V Испанский) отрёкся от прав на французский престол, принял титул испанского короля и основал испанскую ветвь династии Бурбонов.
Людовик XIV правил Францией 72 года, став самым долгоправившим королём в истории Европы.
В результате Великой Французской революции, французская монархия пала, Бурбоны во Франции лишились власти, а король Людовик XVI был казнен. Формально французскими монархистами вплоть до своей смерти в 1795 году признавался королем сын казненного короля Людовик XVII, затем брат Людовик XVIII.
После свержения Наполеона Бонапарта в 1814 году произошла реставрация Бурбонов, королем стал Людовик XVIII, который с 1795 года признавался французскими монархистами как единственный легитимный король Франции. Его правление было ненадолго прервано 100 днями Наполеона. В 1824 году, после смерти Людовика, королем стал его брат Карл X, но был свергнут в 1830 году в результате Июльской революции. Королевская власть перешла к герцогу Луи-Филиппу III, представителю Орлеанского дома, младшей ветви Бурбонов, потомки Филиппа Орлеанского, сына короля Людовика XIII и брата Людовика XIV.
Со смертью Генриха де Шамбора пресеклась старшая ветвь французская ветвь Бурбонов. Его младшая ветвь — Орлеанский дом продолжает существовать и по сей день. В настоящее время главой Орлеанского дома является Жан, герцог Вандомский, который является претендентом на французский престол. Он наследник Луи-Филиппа III и прародитель Орлеанского дома, Филипп I, был королем Франции с 1830 по 1848 год. Орлеанская ветвь Бурбонов является одной из двух основных ветвей династии, второй является испанская ветвь Бурбонов.

## Комментарии
1. ↑  Согласно другим подсчётам, самым долгоправившим монархом в истории Европы является Афонсу Энрикеш (1109 — 6 декабря 1185), царствовавший более 73 лет: в качестве графа (с мая/ноября 1112 года) и короля (с 1139 года) Португалии.